# Afzelia martabanica
Afzelia martabanica là một loài thực vật có hoa trong họ Đậu. Loài này được (Prain) J.Leonard miêu tả khoa học đầu tiên.